# Mount Hartigan
Mount Hartigan är ett berg i Antarktis. Det ligger i Västantarktis. Inget land gör anspråk på området. Toppen på Mount Hartigan är 2 471 meter över havet.
Terrängen runt Mount Hartigan är platt norrut, men söderut är den kuperad. Trakten är obefolkad. Det finns inga samhällen i närheten.